# Cofimvaba
Cofimvaba ist eine Stadt in der südafrikanischen Provinz Ostkap (Eastern Cape). Sie ist Verwaltungssitz der Gemeinde Intsika Yethu und liegt im Distrikt Chris Hani.

## Geographie
2011 hatte Cofimvaba 8783 Einwohner (Volkszählung). Die meisten Bewohner sprechen isiXhosa. Queenstown liegt rund 79 Kilometer westlich. Cofimvaba liegt im Thembuland, in dem vor allem Thembu leben.

## Geschichte
Der Ort wurde wahrscheinlich 1877 gegründet. Die Bedeutung des Ortsnamens ist unklar. cofa bedeutet im isiXhosa „Pressen“, mvaba „Milchbeutel aus Ziegenleder“. Ein nahegelegener Fluss macht möglicherweise Geräusche wie beim Auspressen eines solchen Beutels. Bis 1994 lag der Ort im damaligen Homeland Transkei.

## Wirtschaft und Verkehr
In Cofimvaba steht ein Krankenhaus. Die Stadt liegt an der Fernstraße R61, die die National Route 6 bei Queenstown unter anderem mit Ngcobo nordöstlich von Cofimvaba verbindet.

## Persönlichkeiten
- Albertina Sisulu (1918–2011), Anti-Apartheid-Aktivistin, geboren in Cofimvaba
- Chris Hani (1942–1993), Anti-Apartheid-Aktivist und Politiker, geboren in Sabalele bei Cofimvaba